# GOLDEN☆BEST 川島なお美
『GOLDEN☆BEST 川島なお美』（ゴールデン☆ベスト かわしまなおみ）は、川島なお美のベスト・アルバム。2003年6月25日発売。発売元は東芝EMI（現・ユニバーサルミュージック）。規格品番：TOCT-10913。

## 解説
各レコード会社から発売されている“ゴールデン☆ベスト”シリーズの、初期に発売された1枚。
川島なお美が東芝EMIから発売したシングル全8枚のA面・B面曲に加え、1stアルバム『ハロー!（NAOMI FIRST）』、2ndアルバム『SO LONG』から1曲ずつ追加された全18曲収録のシングル・コレクションCD。初CD化楽曲も含まれており、音源はデジタルリマスターが施された。

## 収録曲
- （カッコ）内は規格品番。同じ品番の場合、前の楽曲がシングルEPA面。

1. ハネムーン（ETP-17155）
  - 作詞:吉秋雅規　作曲:井上義久　編曲:井上鑑
2. こんなに幸せでいいのかしら（ETP-17155）
  - 作詞:吉秋雅規　作曲:井上義久　編曲:クニ河内
3. 愛しのマンドリーノ（TP-17303）
  - 作詞:川島なお美　作曲:V.PANZUTI　編曲:青山徹
4. LOVE IS MYSTERY（TP-17303）
  - 作詞:有川正沙子　作曲・編曲:井上鑑
5. マイ・キャンディ・ボーイ
  - 作詞:岩沢律　作曲:古本鉄也　編曲:小笠原寛
  - 『ハロー!（NAOMI FIRST）』（1982/6/1発売、TP-90166[2]）に収録。
6. ラヴ・ミー・タイト（TP-17371）
  - 作詞:島エリナ　作曲:田中真美　編曲:後藤次利　
  - コーラスアレンジ:東郷昌和
7. DO YOU WANNA LAST DANCE WITH ME?（TP-17371）
  - 作詞:島エリナ　作曲:田中真美　編曲:後藤次利
  - コーラスアレンジ:東郷昌和
8. 雨よ急いで
  - 作詞:田口俊　作曲・編曲:杉真理
  - 『SO LONG』（1982/12/1発売、TP-90205）に収録。
9. Ash Wednesday（T10-1053）
  - 作詞:田口俊　作曲・編曲:杉真理
10. 「右半分のドジな恋」（T10-1053）
  - ナレーション。
  - 「Ash Wednesday」とともに、ハート型の特殊レコードに収録された。
11. GEMINI（TP-17493）
  - 作詞・作曲:中原めいこ　編曲: 新川博
12. Summer Vacation（TP-17493）
  - 作詞:安藤芳彦　作曲: 村田和人　編曲:新川博
13. 涙・コパカバーナ（TP-17581）
  - 作詞:売野雅勇　作曲: 大野克夫　編曲:井上鑑
14. スリル・ミー（TP-17581）
  - 作詞:売野雅勇　作曲: 大野克夫　編曲:井上鑑
15. 想い出のビッグ・ウェンズデイ（TP-17644）
  - 作詞:売野雅勇　作曲:杉真理　編曲:椎名和夫
16. グッバイ・シーズン（TP-17644）
  - 作詞:佐藤ありす　作曲:西木栄二　編曲:鷺巣詩郎
17. BE BOP CRAZY（TP-17840）
  - 作詞:NAO美　作曲:NOBODY　編曲:新川博
18. 二十五歳（ヴァンサンカン）（TP-17840）
  - 作詞:NAO美　作曲:平井夏美　編曲:小笠原寛